# Nicole Arlia
Nicole Arlia (Asola, 14 dicembre 2005) è una tennistavolista italiana.